# Anton Reinthaller

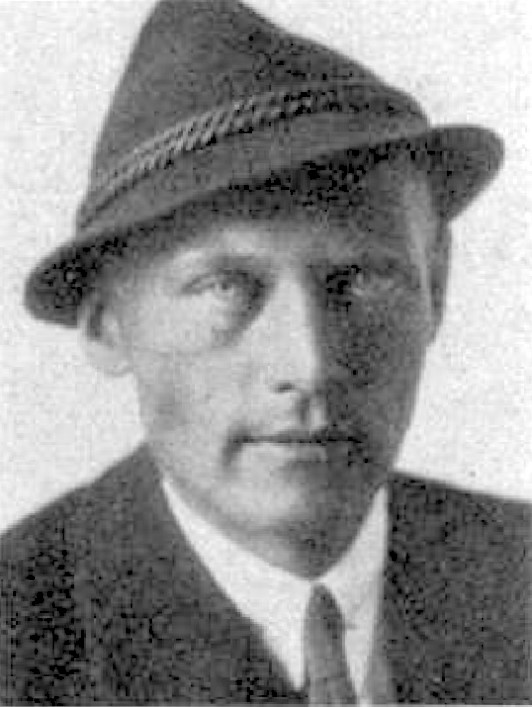
Anton Reinthaller

Anton Reinthaller (Mettmach 14 april 1895 - aldaar 6 maart 1958) was een Oostenrijks grootgrondbezitter en politicus (NSDAP, FPÖ).

## Biografie

### Vroege carrière
Reinthaller was de zoon van een landbouwer. Hij bezocht de lagere school in zijn geboorteplaats en het gymnasium in Linz. Hij nam aan de Eerste Wereldoorlog deel als militair van het k.u.k.-leger en hij was van juni 1916 tot juni 1918 gevangene in een Russisch krijgsgevangenkamp. Tijdens de oorlog bereikte hij de rang van eerste luitenant der reserves. Na zijn terugkeer in Oostenrijk studeerde hij land- en bosbouwkunde aan de landbouwhogeschool van Wenen. Na het afsluiten van zijn studie was hij werkzaam als bos- en landbouwer.
Gedurende het interbellum was hij eerst lid van de Landbund en in 1930 sloot hij zich aan bij de NSDAP. Na de mislukte Juliputsch in 1934 waarbij bondskanselier Engelbert Dollfuss het leven liet, werd Reinthaller in Burgenland in een gevangenkamp geïnterneerd waar hij vriendschap sloot met Ernst Kaltenbrunner. Na enige tijd kwam hij weer vrij en wierp zich op als leider van een groep nazi's die samenwerking met de autoritaire regering van Oostenrijk voorstond. Pogingen van Reinthaller om de Oostenrijkse nazi's te laten toetreden tot het Vaterländische Front (VF), de enige toegestane politieke partij, stuitten op verzet bij de leiding van het VF, maar ook bij de leiding van de (illegale) NSDAP. 

### Carrière tijdens de nazitijd
Na de Anschluss werd Reinthaller op 11 maart 1938 in het kabinet-Seyss-Inquart opgenomen als minister van Land- en Bosbouw. Nadat de aanhechting van Oostenrijk aan het Derde Rijk volledig voltooid was werd Reinthaller in april 1938 lid van de Rijksdag en fungeerde van 1939 tot het einde van de Tweede Wereldoorlog als staatssecretaris Voedselvoorziening en Landbouw in de rijksregering. Daarnaast vervulde hij nog tal van overheidsfuncties zoals Gauamtsleiter van het Landvolk van de Neder-Donau en hoofd van de regionale voedselvoorziening van Donauland. 
In december 1938 trad Reinthaller toe tot de SS en op 30 januari 1941 bereikte hij de rang van Brigadeführer (generaal-majoor).
In 1945 werd hij gevangengenomen door de Amerikanen en hij werd in 1950 overgedragen aan de Oostenrijkse autoriteiten.

### Naoorlogse carrière
Reinthaller werd na de oorlog vervolgd voor hoogverraad en stond in 1950 en 1952 terecht. Hij werd respectievelijk veroordeeld tot 3 en 2,5 jaar gevangenisstraf. 
In 1955 richtte hij met Friedrich Peter en Emil van Tongel de Duits-nationale Freiheitspartei op. Nog datzelfde jaar fuseerde de Freiheitspartei met het VdU tot de Freiheitliche Partei Österreichs (FPÖ). In april 1956 werd Reinthaller met 117 van de 124 stemmen tot voorzitter van de FPÖ gekozen en versloeg daarmee zijn tegenstander, de liberaal georiënteerde Herbert Kraus Reinthaller maakte van de nieuwe FPÖ een extreemrechtse en Duits-nationale partij waar amper ruimte was voor een liberaal tegengeluid. In 1957 werd onder zijn voorzitterschap de Richtlinien freiheitlicher Politik ("Richtlijnen voor Vrijheidslievende Politiek") aangenomen, een document waar de Groot-Duitse aspiraties van Reinthaller en de zijnen duidelijk in doorklonken. 
Anton Reinthaller overleed in 1958 en werd als voorzitter van de FPÖ opgevolgd door de vroegere SS-Obersturmführer Friedrich Peter.

## Onderscheidingen
- Erechevron der SS
- Gouden Ereteken van de NSDAP